# Чирчикська ГЕС
Чирчикська ГЕС — гідроелектростанція в Узбекистані. Знаходячись між Таваксайською ГЕС (вище за течією) та ГЕС Аккавак-1 (34,7 МВт), входить до складу каскаду на річці Чирчик, правій притоці Сирдар'ї (басейн Аральського моря).
Станція є однією з цілого ряду гідроенергетичних об'єктів, споруджених на прокладеному по правобережжю річки Дериваційному каналу Чирчикських ГЕС. За 8 км після Таваксайської станції він перекритий черговою водозабірною спорудою, від якої через чотири напірні водоводи ресурс подається до розташованого нижче машинного залу Чирчикської ГЕС.
Основне обладнання станції становлять чотири турбіни типу Френсіс потужністю по 21,6 МВт, які використовують напір у 40 метрів та забезпечують виробництво 394 млн кВт·год електроенергії на рік.
Відпрацьована вода прямує далі по каналу ще 9 км до наступної станції каскаду.
Можливо відзначити, що спорудження Чирчикської ГЕС відбувалось в межах єдиного задуму з заводом азотної хімії у Чирчику, перша черга якого використовувала технологію електролізу та потребувала великих обсягів електроенергії.